# 蛍光X線分析法 (考古学)
蛍光X線分析法（けいこうXせんぶんせきほう）とは、蛍光X線を利用した自然科学分析の方法。蛍光X線による科学分析は多方面にわたっており、本項では考古学分野への応用について説明する。蛍光X線分析法は、考古学においては土器や土製品の胎土分析および産地同定に貢献している。

## 概要
内殻・外殻のエネルギー差は元素ごとに固有であり、そのため、蛍光X線のエネルギーも各元素に固有である。このことから、蛍光X線のエネルギーを実験的に求めることにより、測定試料を構成する元素の分析を行うことができる。また、その強度を測定することにより測定試料中の目的元素の濃度を求めることができる。
各地から考古資料として出土する土器や土製品は、胎土中の岩石や鉱物の組成と出土周辺地域の地質を比較すること（胎土分析）によって、在地的なものであるか外部から搬入されたものであるか産地を推定すること（産地同定）がある程度可能であり、これは、土器製作集団の活動や製品の移動の動向を示す大きな指標となっている。ただし、たとえば日本の縄文土器や弥生土器のような低温焼成の土器に関しては、胎土の観察によって産地同定がある程度可能であるのに対し、たとえば「陶質土器」である古墳時代以降の須恵器などは、1100℃以上という高温火度で焼成するため、鉱物のほとんどは融けてしまい、産地同定が困難である。蛍光X線分析法は、これを補うもので、分析試料にX線を照射したときに生じる二次X線（蛍光X線）の元素ごとの波高を求めて、その含有量を調べるという分析法である。胎土分析、産地同定ともにデータの増加と蛍光X線分析法をはじめとする理化学的分析の採用にともない、その精度は近年、格段に向上している。